# Kardynałowie z nominacji antypapieża Paschalisa III
Paschalis III (1164-1168) mianował co najmniej siedmiu (pseudo)kardynałów. Daty ich promocji ani śmierci nie są znane, biorąc jednak pod uwagę pierwsze wzmianki dokumentacyjne o poszczególnych kardynałach oraz to, że zgodnie z ówczesnym zwyczajem promocje kardynalskie miały miejsce z reguły w soboty kwartalne, da się określić najpóźniejsze możliwe daty nominacji. W 1178 papież Aleksander III odmówił uznania tych promocji. W nawiasach podano okresy w jakich poszczególni kardynałowie występują w dokumentach:

## Nominacje 3 czerwca 1167 (?)
1. Martinus – kardynał biskup Tusculum (6 sierpnia 1167 – 24 marca 1174)
2. Opizo – kardynał prezbiter S. Clemente (6 sierpnia 1167)

## Nominacje 22 lutego 1168 (?)
1. Johannes de Sculcula – kardynał diakon Świętego Kościoła Rzymskiego (26 lutego 1168)
2. Otto – kardynał diakon Świętego Kościoła Rzymskiego (26 lutego 1168), następnie[2] kardynał prezbiter S. Lorenzo in Damaso (15 kwietnia 1172 – 26 kwietnia 1173)
3. Stephanus – kardynał diakon Świętego Kościoła Rzymskiego (26 lutego 1168), następnie[2] kardynał prezbiter Ss. Silvestro e Martino (15 kwietnia 1172 – 26 kwietnia 1173)
4. Vivianus – kardynał biskup Palestriny (26 lutego 1168 – 26 kwietnia 1173)
5. Wido – kardynał diakon Świętego Kościoła Rzymskiego (26 lutego 1168)